# Senegal (rijeka)
Senegal je rijeka duga 1790 km u Zapadnoj Africi, koja nastaje sutokom rijeka Semefé (Bakoye) i Bafing kod Bafoulabé u Maliju, te utječe u Atlantski ocean.
Rijeka Senegal protječe kroz države Mali, te čini granicu između država Senegala i Mauritanije. Značajnije pritoke su Faleme, Karakoro i Gorgol.
Rimski znanstvenik Plinije Stariji rijeku naziva Bambotus, a starogrčki geograf Klaudije Ptolomej Nias. 

## Zemljopisne karakteristike
Senegal nastaje spojem rijeka Bakoje (Semefe) i Bafing, kod grada Bafoulabe u Maliju. Semefe i Bafing imaju izvore u Gvineji u masivu Fouta Djallon. Nizvodno od grada Bafoulabe, rijeka ulazi u Klisuru Talari, i tu ima Vodopade Guina. Odmah po izlasku iz Malija u Senegal, rijeka prima svoju najveću (i jedinu značajnu) pritoku Faleme. Zatim teče u pravcu sjeverozapada, i formira prirodnu granicu između Mauritanije i Senegala duljinom od 800 km.
Od grada Bakel a (sredini toka) do mjesta Dagana blizu ušća, u dužini od 620 km, rijeka teče kroz aluvijalnu dolinu široku 19 km. Za sezone kiša od rujna do sredine listopada vode rijeke narastu za 3,5 metra, a to je 300 puta više nego za sušnog razdoblja, tako da rijeka zauzme cijelu dolinu. Za suše se korito rijeke, nizvodno od grada Bakela, razdvaja se u dva do tri kanala, između kojih su dugi i uski pješčani otoci. 
U donjem toku rijeka teče kroz ravnicu, i ima vrlo slabi pad - tako da se plimne vode oceana penju do 500 km u unutrašnjost, zbog toga je taj kraj bio često plavljen, a uz korito rijeke bio je čitav niz jezera, bara i rukavaca. 
Porječje rijeke pokriva uglavnom vrlo sušna područja, zbog toga Senegal nema pritoke od neke veće važnosti osim rijeke Faleme, koja ima stalno vode, sve ostale nizvodne pritoke imaju vode samo za vrijeme kišne sezone. Od svih tih povremenih vodotoka najznačajniji je Ferlo, koji dolazi iz istoimene geografske regije Senegala, koji dobiva vode od Jezera Guiers.
Od Ferloa rijeka skreće na zapad i ulijeva se u Atlantski ocean pored grada Saint-Louis, u uskom pješčanom estuariju koji se po francuskom zove Langue de Barbarie (Barbarski jezik).

## Gospodarstveno značenje rijeke
Senegal je od velike ekonomske važnosti za zemlje njezina sliva, i to ne samo kao najvažnija prometnica, već i zato što se njezine vode koriste za navodnjavanje, posebno u Senegalu i Mauritaniji, koje su izuzetno sušne zemlje s rijetkim i neredovitim oborinama.
Rijeka Senegal je plovna daleko od ušća, iako mogućnost plovidbe ovisi o razini vode. Tokom cijele godine plovna je od ušća do grada Podor u Senegalu (oko 280 km ukupno). Za sezone kiša od kolovoza do listopada rijeka plovna za manje brodice do Kajesa, gotovo 1000 km uzvodno od ušća, dok od siječnja do srpnja, brodovi mogu doploviti do Matama (oko 650 km uzvodno od ušća). 
Na rijeci Senegal izgrađene su dvije velike brane: Manantali u Maliju i Maka Diama (1985.) na granici Senegala s Mauretanijom, koja sada sprječava prodor slane morske vode uzvodno.
Zbog izuzetnog značenja rijeke za njihove zemlje Mali, Mauritanija i Senegal su 1972. osnovali Organizaciju za eksploataciju i održavanje rijeke (Organisation pour la mise en valeur du fleuve Sénégal - OMVS). Gvineja se pridružila organizaciji 2005.

## Galerija slika
- Rijeka Senegal na ušću kod grada Saint-Louis
- Riječna luka Kaedi u Mauritaniji.
- Most kod grada Kajes u jugozapadnom Maliju

## Vanjske poveznice
|  | Zajednički poslužitelj ima još gradiva o temi Senegal (rijeka) |